# Tenala

Wappen der ehemaligen Gemeinde Tenala

Tenala (schwedisch), finnisch Tenhola, ist ein Ort und eine ehemalige Gemeinde in der finnischen Landschaft Uusimaa. Verwaltungsmäßig gehört Tenala zur Stadt Raseborg.

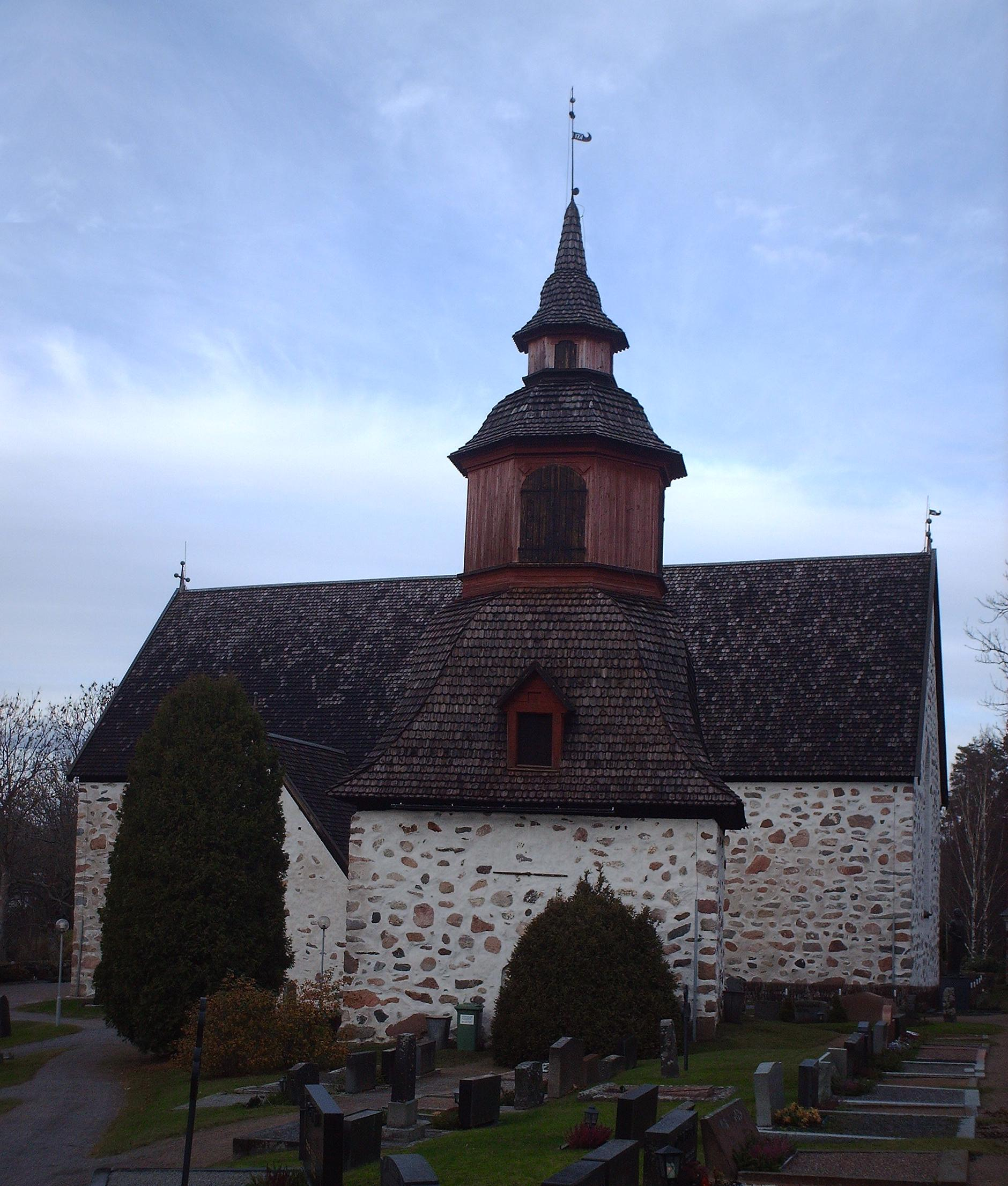
Die Kirche von Tenala

Tenala liegt rund zwölf Kilometer nordwestlich des Stadtzentrums von Ekenäs an der Hauptstraße 52 nach Perniö. Hauptsehenswürdigkeit des Ortes ist die Kirche von Tenala, eine mittelalterliche Steinkirche aus dem 15. Jahrhundert. Die Kirchengemeinde Tenala gehört zum Bistum Borgå und hat knapp 2.100 Mitglieder.
Tenala wurde 1329 erstmals erwähnt, dürfte aber bereits seit dem frühen 13. Jahrhundert als Kirchspiel bestanden haben. Die Gemeinde Tenala umfasste neben dem gleichnamigen Kirchdorf eine Reihe von Dörfern in der Umgebung. 1977 wurde Tenala ein Großteil der aufgelösten Gemeinde Bromarv angeschlossen. Zuletzt hatte die Gemeinde Tenala eine Fläche von 443,6 km² und knapp 3.000 Einwohner (davon 87 % Finnlandschweden). 1993 wurde Tenala in die Stadt Ekenäs eingemeindet. Zusammen mit dieser wurde Tenala 2009 zu einem Teil der neu gegründeten Stadt Raseborg.